# Споменик ученицима Шесте београдске гимназије
Споменик ученицима Шесте београдске гимназије је споменик подигнут ученицима ове гимназије погинулим у Народноослободилачкој борби. Налази се на територији београдске општине Звездара, у улици Милана Ракића 33. Подигнут је 1960. године на делу парковске површине која се налази поред зграде гимназије.

## Изглед споменика
Споменик је изграђен од бетона, у виду обелиска који се при врху раздваја у виду латиничног слова „V“. Споменик је постављен на издигнути постамент квадратног облика, такође иyрађен од бетона, на који се може попети преко неколико степеника. На предњој страни споменика налази се табла на којој пише: „VI београдска гимназија својим ученицима палим у НОБ-у”. На самом постаменту налази се отвор за садњу цвећа.
Некада су се испред постамента, са леве стране степеништа, налазиле две бетонске жардињере за цвеће, изграђене у склопу споменика, али су оне уклоњене.

## Историја
Шеста београдска гимназија основана је 28. октобра 1933. године, указом краља Александра I, и тада је носила назив Шеста непотпуна мушка гимназија. У почетку је радила у неусловним зградама, да би 1939. почела да се гради нова зграда. Други светски рат прекинуо је изградњу, али гимназија није прекидала свој рад. У окупираној престоници Шеста београдска гимназија је радила у измењеном режиму и на различитим локацијама, настава је била скраћена и нередовна, а ученици су имали и обавезу обрађивања земљишта ради прехрањивања становништва.
Многи ученици прикључили су се Народноослободилачком покрету, а неки од њих су у тој борби изгубили животе. У њихову част је 1960. године испред гимназије подигнут споменик, а у холу школе је постављена спомен-плоча. Сваке године 9. маја, поводом Дана победе над фашизмом, челници Општине Звездара, у присуству ученика ове школке и бројних грађана, полажу венац на споменик, у знак сећања на ученике Шесте пале у Народноослободилачкој борби.

## Галерија
- Положај споменика испред зграде Гимназије
- Главни улаз у зграду Гимназије